# Natatolana femina
Natatolana femina är en kräftdjursart som beskrevs av Keable 2006. Natatolana femina ingår i släktet Natatolana och familjen Cirolanidae.
Artens utbredningsområde är Tasmanien. Inga underarter finns listade i Catalogue of Life.